# Jaguar XJ220
Jaguar XJ220 je supersportovní automobil britské automobilky Jaguar Cars vyráběný od roku 1992 do roku 1994. Model XJ220, poháněný uprostřed uloženým motorem, byl s maximální rychlostí necelých 350 km/h (217,5 mil/h) nejrychlejším sériově vyráběným automobilem světa do roku 1994, kdy jej překonal vůz McLaren F1. Za dva roky výroby vzniklo 281 exemplářů.

## Prototyp
Počátkem vývoje modelu XJ220 byl rok 1984, kdy z iniciativy vrchního inženýra Jima Randlea vznikla studie vozu, který měl oponovat sportovním vozům konkurenčních značek (např. Ferrari F40, 288 GTO či Porsche 959). Přestože se neuvažovalo o sériové výrobě, práce na studii nadále pokračovaly.
V roce 1988 se na autosalonu v anglickém Birminghamu poprvé představil koncept XJ220, vybavený vidlicovým dvanáctiválcem, známým ze závodního modelu XJR-9 nebo cestovního XJS. Objem motoru vzrostl z původních 5,3l na 6,2l, s rozvodem DOHC a 48 ventily (4 ventily na válec) podával výkon 500 koní (368 kW). Prototyp dostal pohon všech čtyř kol vyvinutý britskou firmou FF Development, lehký trubkový rám z hliníku a rovněž hliníkové části karoserie. Design vozu, měřící na délku přes 5 metrů a na šířku 2 metry, navrhl Keith Helfet. Kromě úctyhodných proporcí vozu byly charakteristické také vzhůru vyklápěcí dveře, plně zakrytý podvozek auta kvůli zlepšené aerodynamice a bohaté prosklené plochy.
Ani po představení prototypu se stále nepočítalo s jeho uvedením do výroby, přesto sklidil u veřejnosti ohromný úspěch. Za těchto okolností se automobilka v roce 1989 rozhodla pro výrobu série 220 vozů, přičemž maximální počet vyrobených vozů neměl přesáhnout počet 350.

## Sériové provedení

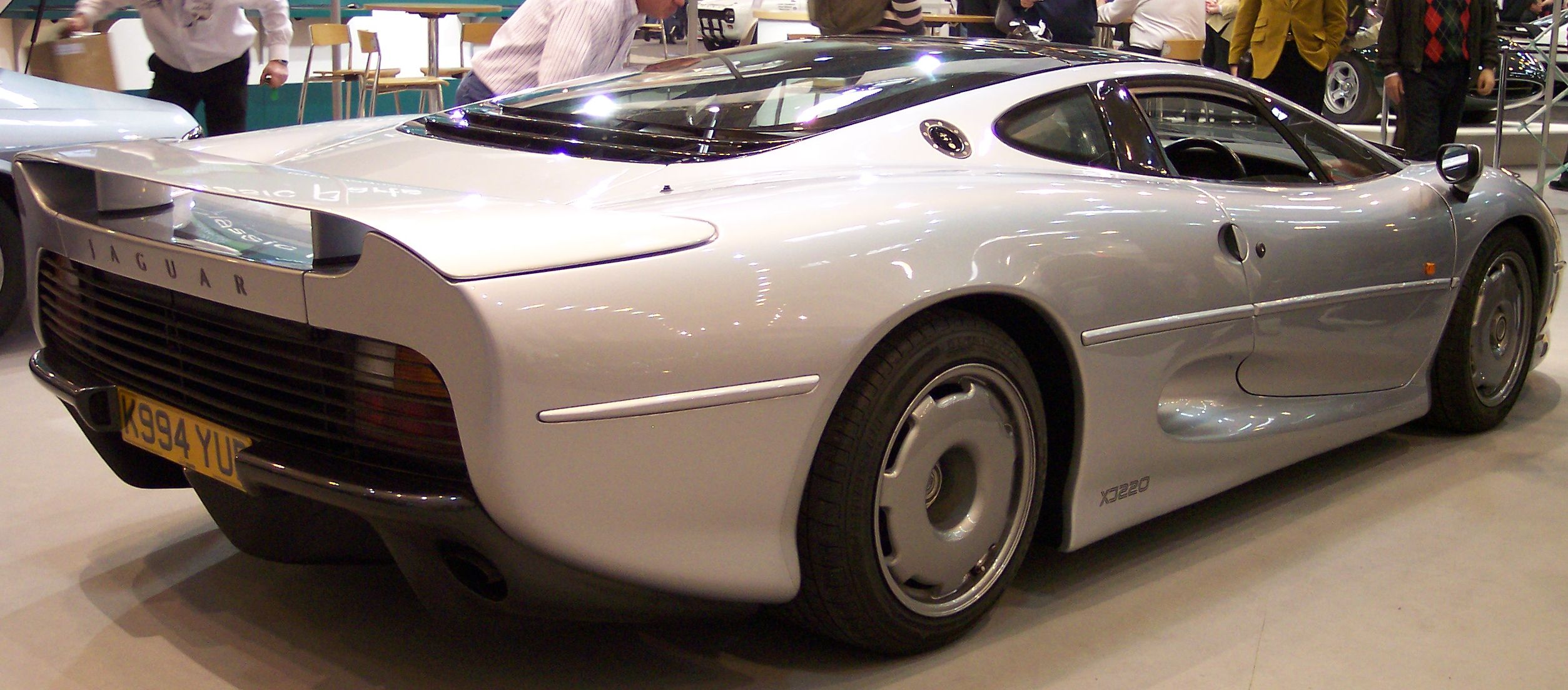

Výrobou modelu XJ220 byla pověřena dceřiná firma automobilky Jaguar Cars, firma JaguarSport, ve spolupráci se závodním týmem TWR (Tom Walkinshaw Racing). Automobilka s Tomem Walkinshawem spolupracovala již v minulosti, např. na úpravě modelu XJ-S pro závody cestovních vozů nebo při vítězství Jaguarů XJR-9 a XJR-12 v 24hodinovém závodě Le Mans v letech 1988 a 1990.
Finální verze se od prototypu z roku 1988 v mnohém lišila. Nejvýraznější změnou byla náhrada motoru V12 za menší motor V6, odvozující svůj původ od motorů závodních modelů XJR-10 a 11. Objem klesl na 3 498 cm3, ovšem s použitím dvou turbodmychadel bylo dosaženo vyššího výkonu než u původního dvanáctiválce. V6 poskytoval 542 koní (404 kW) a 642 Nm točivého momentu. Jednalo se o první vidlicový šestiválec v historii automobilky, předtím nabízela pouze řadové šestiválce a také první motor s přeplňováním. Dalšími citelnými změnami bylo upuštění od pohonu 4x4, který se ukázal jako zbytečně složitý a nákladný pro normální provoz a také náhrada efektních vzhůru otevírajících se dveří za standardní. Menší motor umožnil také značné zkrácení karoserie na 4,93 metru a úsporu hmotnosti. Interiér vozu byl na supersportovní vůz vybaven velmi luxusně, ovšem téměř bez prostoru pro zavazadla posádky.
Útok na rekord nejrychlejšího sériového vozu započal Jaguar XJ220 v roce 1992 na italském okruhu Nardò. Vůz pilotovaný Martinem Brundlem dosáhl maximální rychlosti necelých 342 km/h, o rok později již těsných 350 km/h (220 mil/h) a získal tak oficiální titul nejrychlejšího sériového automobilu.
První vozy byly dodány zákazníkům z továrny v Bloxhamu v roce 1992, avšak počet prodaných kusů zůstal daleko za očekáváním automobilky. Z původních 350 exemplářů bylo do roku 1994 vyrobeno pouhých 281. Na nižší prodejnosti se podepsala řada faktorů, z nichž za některé mohla sama automobilka.

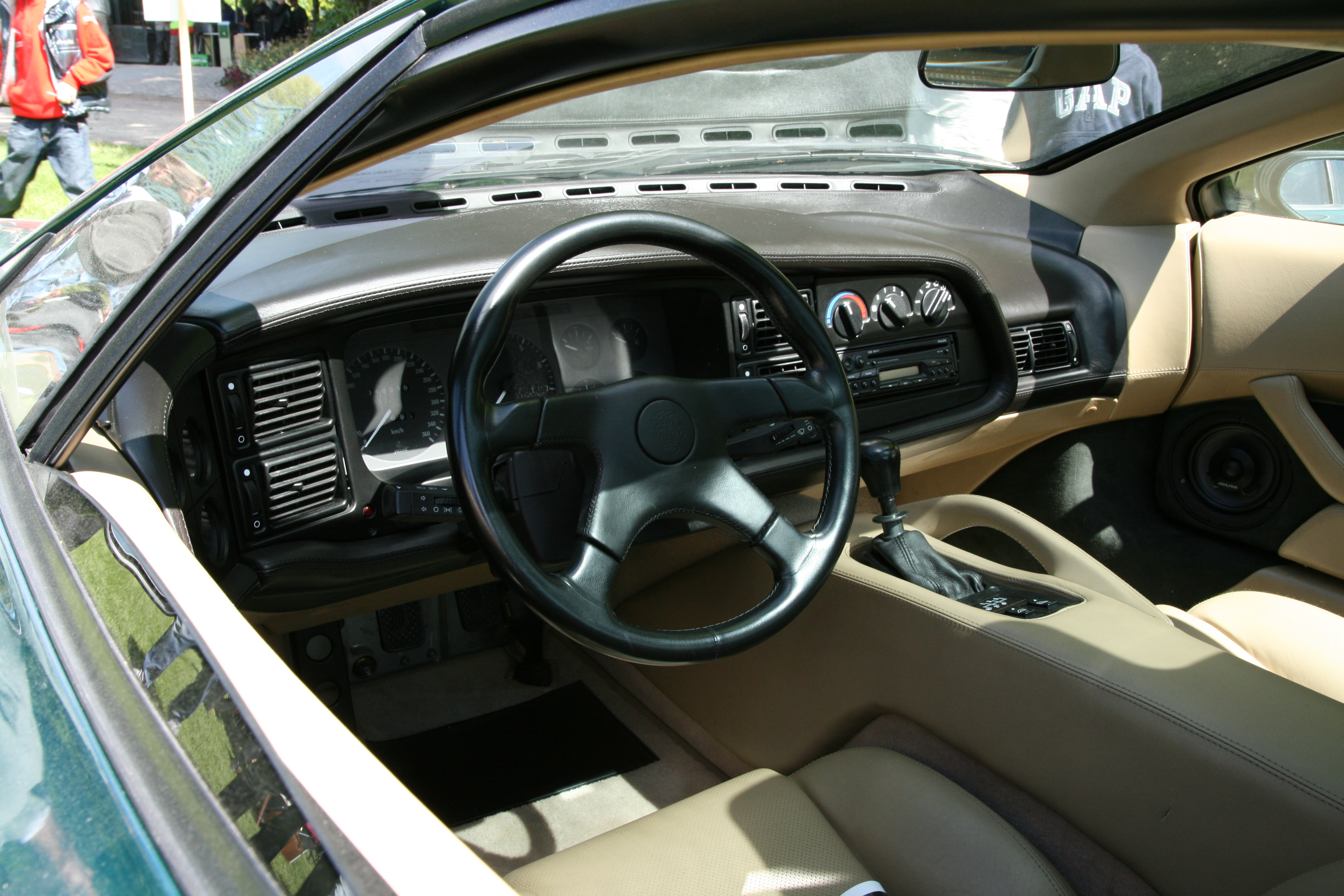

První oznámená cena z roku 1989 činila 361 000 liber, přičemž konečná cena se vyšplhala dokonce na 403 000 liber. Dalším důvodem menšího zájmu ze strany kupujících byly již zmíněné technické změny na samotném autě, které se mohly některým zájemcům o supersportovní vůz zdát příliš rozsáhlé. Významnou příčinou neúspěchu byla také světová recese z počátku 90. let, která značnou měrou zasáhla také trh supersportovních automobilů. Mnozí z potenciálních kupců na základě těchto skutečností odstoupili od svých objednávek, i když předtím již zaplatili zálohu 50 000 liber, proti čemuž se firma bránila i soudní cestou. Ani montování dílů ze sériových vozů za účelem snížení prodejní ceny nepřineslo úspěch, a tak se poslední vyrobené kusy prodávaly hluboko pod cenou ještě v roce 1997.

## Závodní provedení

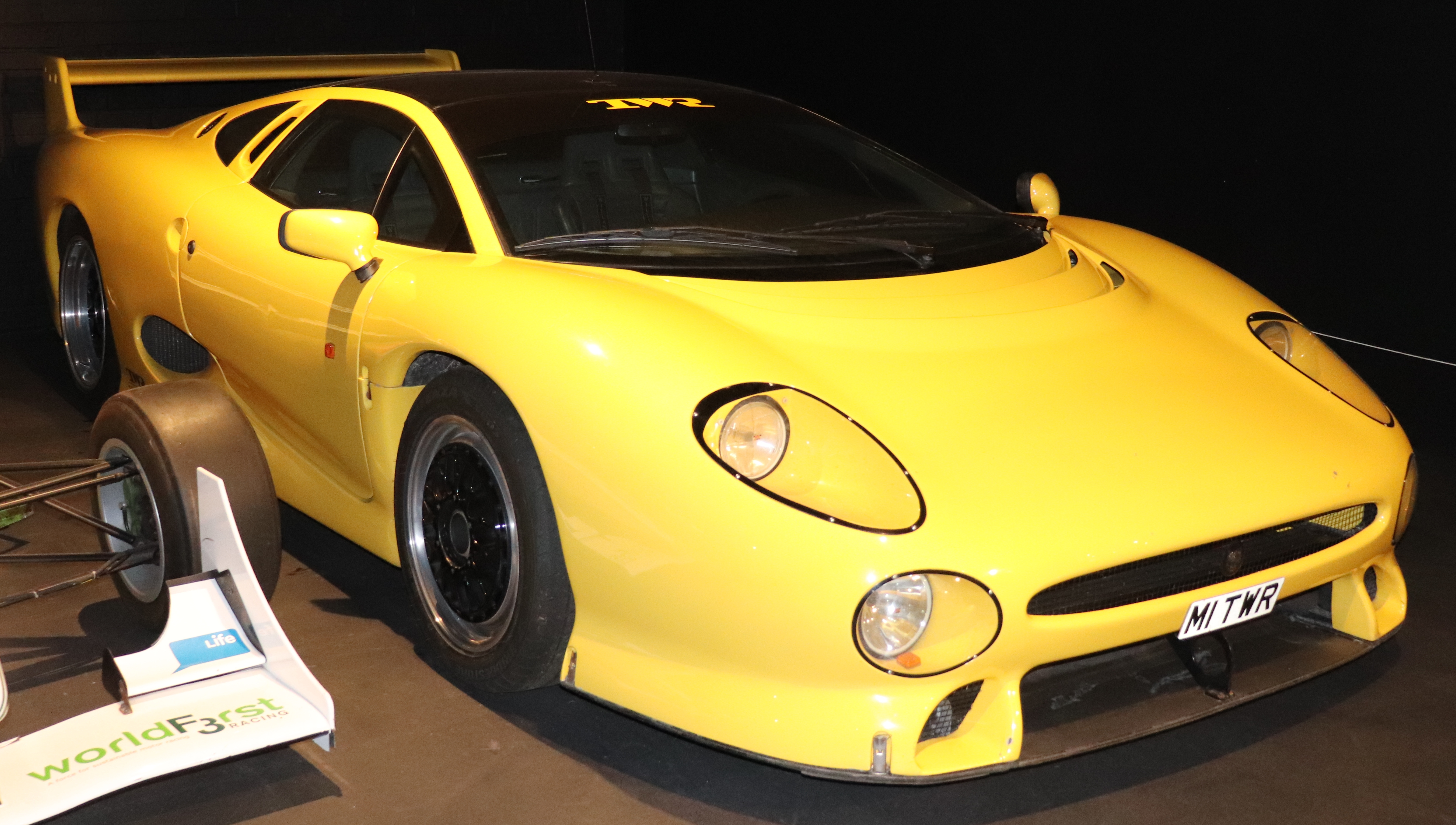
994 Jaguar XJ220 S TWR 3.5 v Coventry Transport Museum

Jaguar XJ220 existoval také v závodní úpravě pod názvem XJ220 C. Na změnách oproti produkční verzi se opět podílel Tom Walkinshaw a zahrnovaly úpravu motoru pro vytrvalostní závody, změny designu i nahrazení některých částí karoserie a podvozku moderními materiály z umělých hmot a kevlaru. První vítězství v závodě si připsal na okruhu Silverstone v rámci Britského šampionátu vozů GT, za jehož volantem seděl Win Percy.
V roce 1993 byl model XJ220 C nasazen do třídy GT slavného vytrvalostního závodu 24 hodin Le Mans. Vůz pilotovaný Johnem Nielsenem, Davidem Brabhamem a Davidem Coulthardem si připsal senzační vítězství, ovšem kvůli technickému porušení předpisů byl po závodě diskvalifikován. Zbývající vozy s tovární podporou ze závodu odpadly. XJ220 C se do Le Mans ještě jednou vrátil v roce 1995, kde ale žádný ze soukromě nasazených vozů nedokončil závod.